# Stanisław Tondos
Stanisław Tondos (10 tháng 3 năm 1854 - 22 tháng 12 năm 1917) là một họa sĩ người Ba Lan chuyên vẽ tranh phong cảnh và kiến trúc.

## Tiểu sử
Stanisław Tondos sinh ra ở Kraków. Trong giai đoạn năm 1869–1875, ông theo học tại Học viện Mỹ thuật Jan Matejko, sau đó ông tiếp tục đến Vienna và Munich để theo đuổi nghệ thuật. Ông chủ yếu vẽ bằng màu nước, đôi khi cũng sử dụng kỹ thuật sơn dầu và phấn màu. Chủ đề sáng tác thường là phong cảnh của các thành phố như Kraków, Warsaw, Poznań và Lviv.
Tondos ủng hộ việc truyền bá nghệ thuật qua hình thức bưu thiếp. Ông được trao tặng huy chương vàng tại các cuộc triển lãm bưu thiếp ở Warsaw và Paris vào năm 1900.
Tondos mất ngày 22 tháng 12 năm 1917 tại Kraków.

## Thư viện

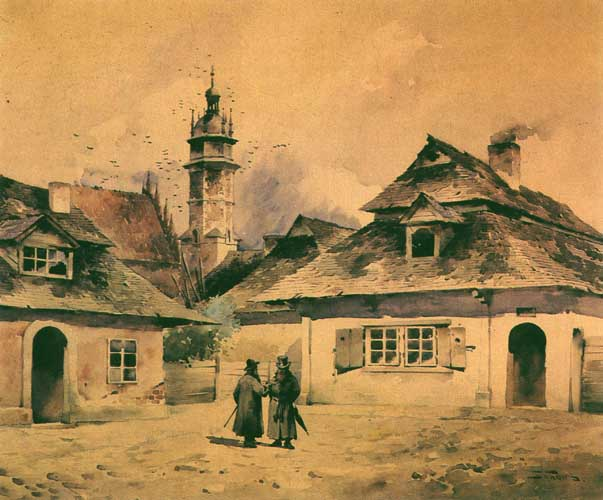
Kazimierz
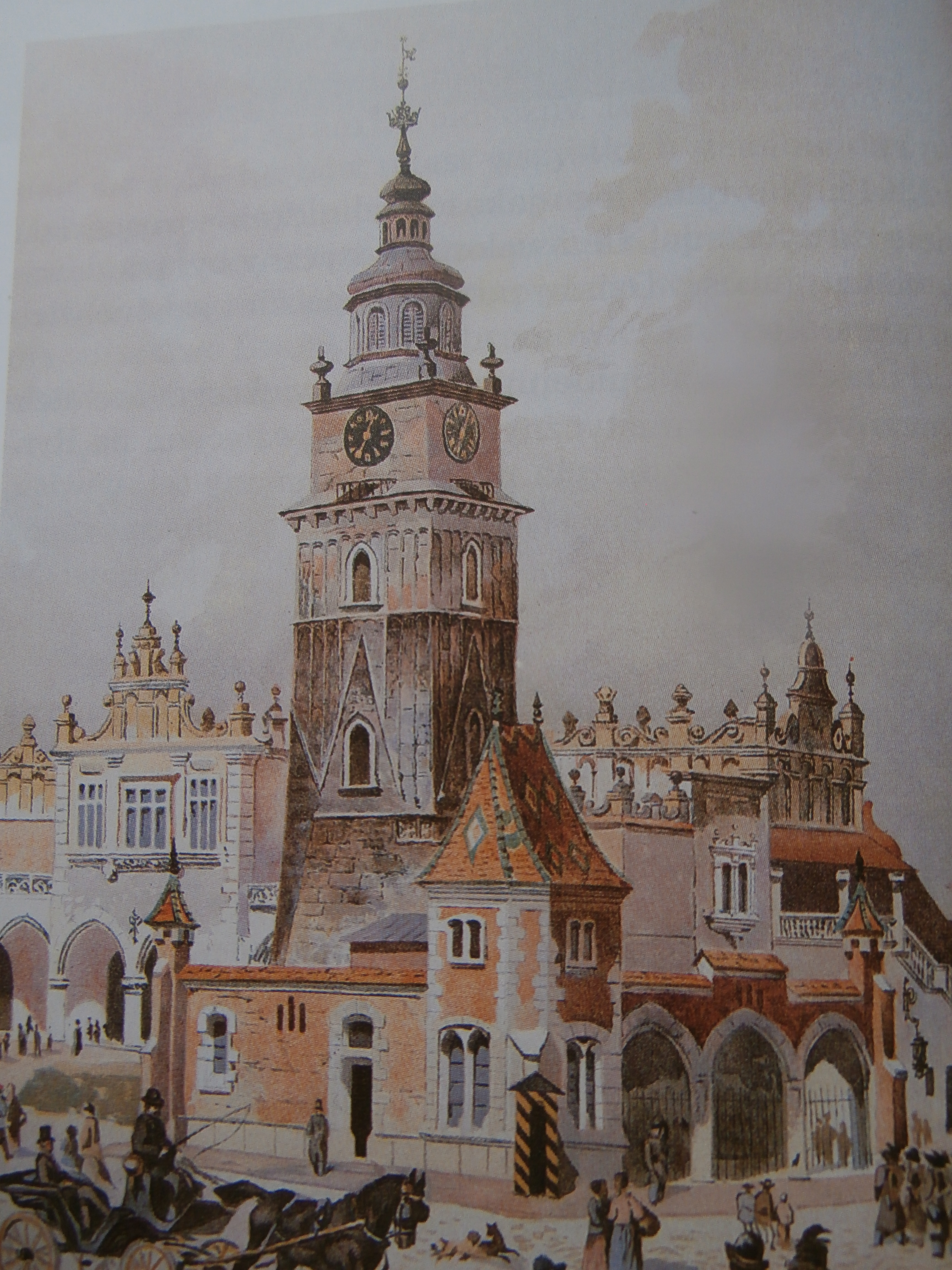
Tòa thị chính, Kraków
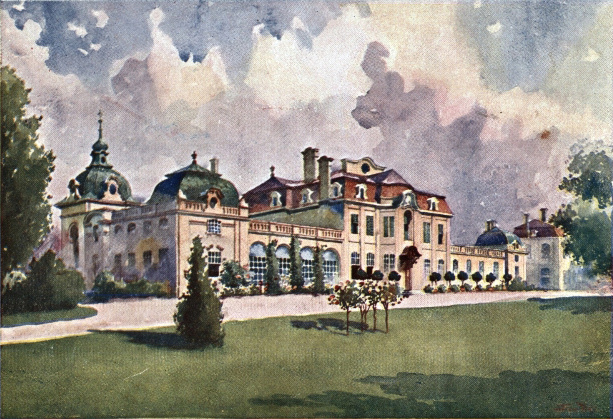
Cung điện Goetz ở Brzesko